# Oscar Wilde (filme)
Oscar Wilde é um filme biográfico britânico de 1960, dirigido por Gregory Ratoff e produzido por William Kirby, a partir de um roteiro de Jo Eisinger, baseado na peça Oscar Wilde de Leslie Stokes e Sewell Stokes.

## Elenco
- Robert Morley como Oscar Wilde
- Ralph Richardson como Sir Edward Carson
- Phyllis Calvert como Constance Wilde
- John Neville como Lord Alfred Douglas
- Alexander Knox como Sir Edward Clarke
- Dennis Price como Robbie Ross
- Edward Chapman como Marquês de Queensberry
- Martin Benson como George Alexander